# Pitarul Hristache
Pitarul Hristache (sfârșitul sec. al XVIII-lea – începutul sec. al XIX-lea) a fost un boiernaș din Țara Românească, devenit cunoscut ca poet și cronicar. El este autorul cronicii Istoria faptelor lui Mavroghene Vodă și a răzmiriței din timpul lui, pe la 1790.

## Biografie
Hristache era un mic boier, care a trăit probabil în timpul domniei lui Nicolae Mavrogheni (1786-1790). Nu se cunosc alte amănunte referitoare la viața sa. Pitarul Hristache a scris în 1817 o cronică romanțată în versuri, intitulată Istoria faptelor lui Mavroghene Vodă și a răzmiriței din timpul lui, pe la 1790, folosind probabil o cronică versificată mai veche care s-a păstrat sau cronica lui Dionisie Fotino, în care a relatat într-un mod senzaționalist întâmplările petrecute în timpul domniei lui Mavrogheni.
Istoria... nu urmărește o reconstituire istorică a epocii, ci evocă unele întâmplări ieșite din comun utile pentru a contura portretul unui domnitor bizar. Cronica este împărțită în două momente epice: perioada de până la Războiul Ruso-Austro-Turc (1787–1792) în care autorul prezintă cu ironie activitatea unui domnitor imprevizibil, plin de ciudățenii, și perioada războiului, în care atitudinea autorului față de Mavrogheni se schimbă, înfățișându-l de această dată ca un conducător energic și înțelept, care-i împiedică pe turci să jefuiască Țara Românească.
Cu toate că este o scriere subiectivă, cronica versificată a pitarului Hristache este, în opinia istoricului literar Dumitru Murărașu, „un interesant document al vremii”. Cronicarul realizează un portret plastic, plin de culoare, al domnitorului și un portret burlesc al caimacamului temporar Dimitrăchiță Turnavitu, descriind întâmplări importante precum intrarea turcilor în București.
Hristache folosește un vers scurt în stil popular, cu o rimă ușoară, uneori forțată. Ritmul povestirii este unul alert. Limbajul familiar și plin de un umor, specific mahalalelor bucureștene, prefigurează stilul lui Anton Pann, în timp ce descrierea unor situații comice conține asemănări cu epopeea lui Ion Budai Deleanu. Cronica lui Hristache este alcătuită din numeroase descrieri, cu tentă hiperbolizantă, în care autorul face exces de epitete. Autorul dovedește o mare dragoste de țară și simpatie pentru poporul său, manifestând în același timp o ură puternică împotriva grecilor și nemților veniți ca să ajute țara, dar interesați în realitate doar de propria căpătuială.
Analizând unele asemănări istorico-literare și lingvistice, istoricul literar Neculai Alexandru Ursu a susținut că pitarul Hristache ar putea fi pitarul H. Ioanide, care a colaborat cu versuri și proză, în perioada 1841-1844, în revista Foaie pentru minte, inimă și literatură.
În prezent o stradă din sectorul 1 al municipiului București, care intersectează Calea Dorobanților dinspre est, poartă denumirea Hristache Pitarul.

## Opera
- Istoria faptelor lui Mavroghene Vodă și a răzmiriței din timpul lui, pe la 1790. Scrisă la 1817, ediție îngrijită de Cezar Bolliac, în Buciumul, anul I, 1863, nr. 7 și 9-10; reprodusă în V. A. Urechia, Istoria românilor, vol. III, Inst. de Arte Grafice „Carol Göbl”, București, 1893, pp. 451-462;
- Povestea mavroghenească, introducere și note de Gheorghe Adamescu, Müller, București, [1896];
- Cronici și povestiri românești versificate, studiu și ediție critică de Dan Simonescu, București, 1967, pp. 258-281.